# Mount Mallory
Mount Mallory je hora na jihovýchodě pohoří Sierra Nevada, na hranici Inyo County a Tulare County, v Kalifornii. Nachází se 4,3 kilometru jihovýchodně od nejvyšší hory Sierry Nevady, Kalifornie a Spojených států bez Aljašky Mount Whitney. Mount Mallory náleží s nadmořskou výškou 4 222 metrů mezi dvacet nejvyšších hor Kalifornie. 
Leží na východní hranici Národního parku Sequoia a na západní hranici chráněné oblasti John Muir Wilderness. Jeden z kalifornských fourteeners Mount Langley leží 3,5 kilometru jihovýchodně. Mateřským vrcholem Mount Mallory je Mount LeConte vzdálený 1,4 kilometru jihovýchodně.
Hora je pojmenovaná po britském horolezci Georgi L. Mallorym, který v roce 1924 zahynul při výstupu na Mount Everest.